# Simon Mantei
Simon Mantei (* 10. November 1984 in Berlin) ist ein deutscher Film- und Theaterschauspieler.

## Leben
Simon Mantei wuchs in Berlin-Prenzlauer Berg auf und machte im Jahr 2004 sein Abitur am Camille Claudel-Gymnasium (heute: Felix Mendelssohn Bartholdy-Gymnasium).
Seine Schauspielausbildung absolvierte er von 2005 bis 2009 am Max Reinhardt Seminar in Wien. Anschließend war er bis zum Jahr 2012 im Ensemble des Volkstheaters Wien und arbeitete dort u. a. mit den Regisseuren Nurkan Erpulat, Ingo Berk, Shirin Khodadadian, Alexander Nerlich und Georg Schmiedleitner zusammen.
In den darauf folgenden Jahren kam es zu Engagements u. a. an der Volksbühne Berlin, am Maxim Gorki Theater, an der Deutschen Oper Berlin, am Staatstheater Kassel, am Theater Münster, am Landestheater Niederösterreich, am Theater am Werk in Wien, am Ballhaus Ost in Berlin sowie zu diversen Auftritten in Film- und Fernsehproduktionen.

## Filmografie (Auswahl)
- 2023: Der Alte, Serie, ZDF
- 2023: Watch Me – Sex sells, Miniserie, ZDF Neo
- 2023: Familie is nich, Spielfilm, ZDF
- 2023: SOKO Wismar, Serie, ZDF
- 2022: Dr. Nice (Fernsehreihe, ZDF)
- 2022: SWEAT, Miniserie, ARD/SWR
- 2022: Rote Sterne überm Feld, Kinofilm
- 2021: Blutige Anfänger, Serie, ZDF
- 2019: Me Myself Andi, Filmakademie Ludwigsburg
- 2019: SOKO Wismar, Serie, ZDF
- 2018: Arboretum, Schneiderlein Film
- 2017: SOKO Leipzig, Serie, ZDF
- 2016: Chay, Hamburg Media School
- 2024: Familie is nich

## Theater (Auswahl)
- 2024: BETA, Regie: Christiane Mudra, Deutsche Oper Berlin
- 2021: Playing Earl Turner, Regie: Stefan Schweigert, Theater am Werk Wien
- 2020: Hetera Club, Regie: Sibylle Peters, Live Art Development Agency, Theater Kampnagel Hamburg
- 2019: Final Fantasy, Regie: Lucia Bihler, Volksbühne Berlin
- 2018: Unknown Territories, Regie: Hans Henning Paar, Theater Münster
- 2017: Immer noch Sturm, Regie: Carina Riedl, Vereinigte Bühnen Bozen
- 2016: Die Räuber, Regie: Philipp Jeschek, Vereinigte Bühnen Bozen
- 2016: Ein Sommernachtstraum, Regie: Georg Schmiedleitner, Vereinigte Bühnen Bozen
- 2016: Monypolo[2], Regie: Prinzip Gonzo, Ballhaus Ost
- 2015: Der Räuber Hotzenplotz, Regie: Tim Egloff, Landestheater Niederösterreich
- 2015: Grillenparz, Regie: Kathrin Herm, Mozarteum Salzburg
- 2015: Spiel des Lebens, Regie: Prinzip Gonzo, Ballhaus Ost
- 2015: Die Kunst der Selbstabschaffung, Regie: Shirin Khodadadian, Staatstheater Kassel
- 2014: Erster europäischer Mauerfall, Zentrum für politische Schönheit, Maxim-Gorki-Theater
- 2013: V, Regie: Daniel Schrader, Ballhaus Ost
- 2012: Jagdszenen aus Niederbayern[3], Regie: Shirin Khodadadian, Volkstheater Wien
- 2012: Kinder der Sonne[4], Regie: Nurkan Erpulat, Volkstheater Wien
- 2011: Der einsame Weg, Regie: Alexander Nerlich, Volkstheater Wien
- 2011: Punk Rock[5], Regie: Shirin Khodadadian, Volkstheater Wien
- 2010: Die Ratten, Regie: Ingo Berk, Volkstheater Wien
- 2010: Das letzte Feuer, Regie: Georg Schmiedleitner, Volkstheater Wien
- 2009: Alles über meine Mutter, Regie: Antoine Uitdehaag, Volkstheater Wien